# McArthur (Ohio)
McArthur is een plaats (village) in de Amerikaanse staat Ohio, en valt bestuurlijk gezien onder Vinton County.

## Demografie
Bij de volkstelling in 2000 werd het aantal inwoners vastgesteld op 1888.
In 2006 is het aantal inwoners door het United States Census Bureau geschat op 2050, een stijging van 162 (8,6%).

## Geografie
Volgens het United States Census Bureau beslaat de plaats een oppervlakte van 3,5 km², geheel bestaande uit land. McArthur ligt op ongeveer 211 m boven zeeniveau.

## Plaatsen in de nabije omgeving
De onderstaande figuur toont nabijgelegen plaatsen in een straal van 24 km rond McArthur.